# Цаул
Цаул (рум. Țaul, Цауль) — село в Дондюшанском районе Молдавии. Относится к сёлам, не образующим коммуну.

## География
Село расположено на высоте 226 метров над уровнем моря.

## Население
По данным переписи населения 2004 года, в селе Цаул проживает 3331 человек (1568 мужчин, 1763 женщины).
Этнический состав села:
| Национальность | Число жителей | Процентный состав |
| -------------- | ------------- | ----------------- |
| молдаване      | 3039          | 91.23             |
| украинцы       | 177           | 5.31              |
| русские        | 76            | 2.28              |
| румыны         | 24            | 0.72              |
| болгары        | 3             | 0.09              |
| гагаузы        | 1             | 0.03              |
| прочие         | 11            | 0.33              |
| Всего          | 3331          | 100%              |

## Инфраструктура
В селе работает спортивная школа (дзюдо).

## Достопримечательности
В центре села Цаул расположен самый большой в Молдавии парк, основанный в начале XX века вокруг усадьбы семьи Поммер. Парк является одной из наиболее удачных работ архитектора-пейзажиста И. Владиславского-Падалко. Дендрологическая коллекция составлена примерно из 150 видов деревьев, кустарников и лиан, из которых более 100 форм являются экзотическими. Площадь парка составляет 46 га. Длина аллей и дорожек парка составляет более 12,5 км. Вход в парк свободный.
На данном этапе своей истории парк находится в упадке, так как в порядке содержится лишь зона, прилегающая к местному колледжу. Он всюду порос дикорастущим кустарником, таблички с описанием присутствующих деревьев с течением времени исчезли. Представители фауны, которые содержались на территории заповедника также отсутствуют. В итоге зона, которая при МССР считалась гордостью республики, сейчас представляет собой территорию, ничем особо не отличающуюся от многих похожих спонтанных парковых зон.